# Calahorra
Calahorra tỉnh và cộng đồng tự trị La Rioja, phía bắc Tây Ban Nha. Đô thị này có diện tích là 93,57 ki-lô-mét vuông, dân số năm 2009 là 24876 người với mật độ 265,85 người/km². Đô thị này có cự ly 49 km so với Logroño.
- Calahorra (La Rioja) Web Site